# Johan Carl Wilcke

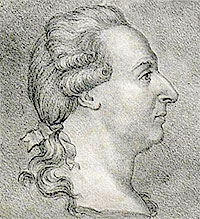
Johan Carl Wilcke

Johan Carl Wilcke (Wismar, 6 de septiembre de 1732 - Estocolmo, 18 de abril de 1796) fue un físico sueco. 
Inició sus estudios universitarios en Upsala, pero pronto los continuó en Alemania, estudiando primero en Rostock con los hermanos Aepinus y luego con Euler en Berlín. Se dedicó principalmente al estudio experimental de los fenómenos eléctricos y caloríficos. En 1758 tradujo al alemán el libro de Benjamin Franklin Experiments and observations on electricity y en 1772 determinó el calor latente del hielo.